# Nuno Capucho
Nuno Fernando Gonçalves da Rocha (21. siječnja 1972.), znan kraće kao Capucho (čit. kapušu) je umirovljeni portugalski nogometaš i sadašnji nogometni trener. Igrao je na položaju desnog veznog i desnog obrambenog igrača.
U svojoj karijeri, Capucho je igrao za ove klubove:
- Gil Vicente
- Sporting
- Vitória Guimarães
- F.C. Porto
- Rangers F.C.
- Celta Vigo.

Igrao je za Portugal, a bio je sudionikom na OI 1996. i na SP-u 2002. Trenutno je trener Varzima.